# Kaisergabel

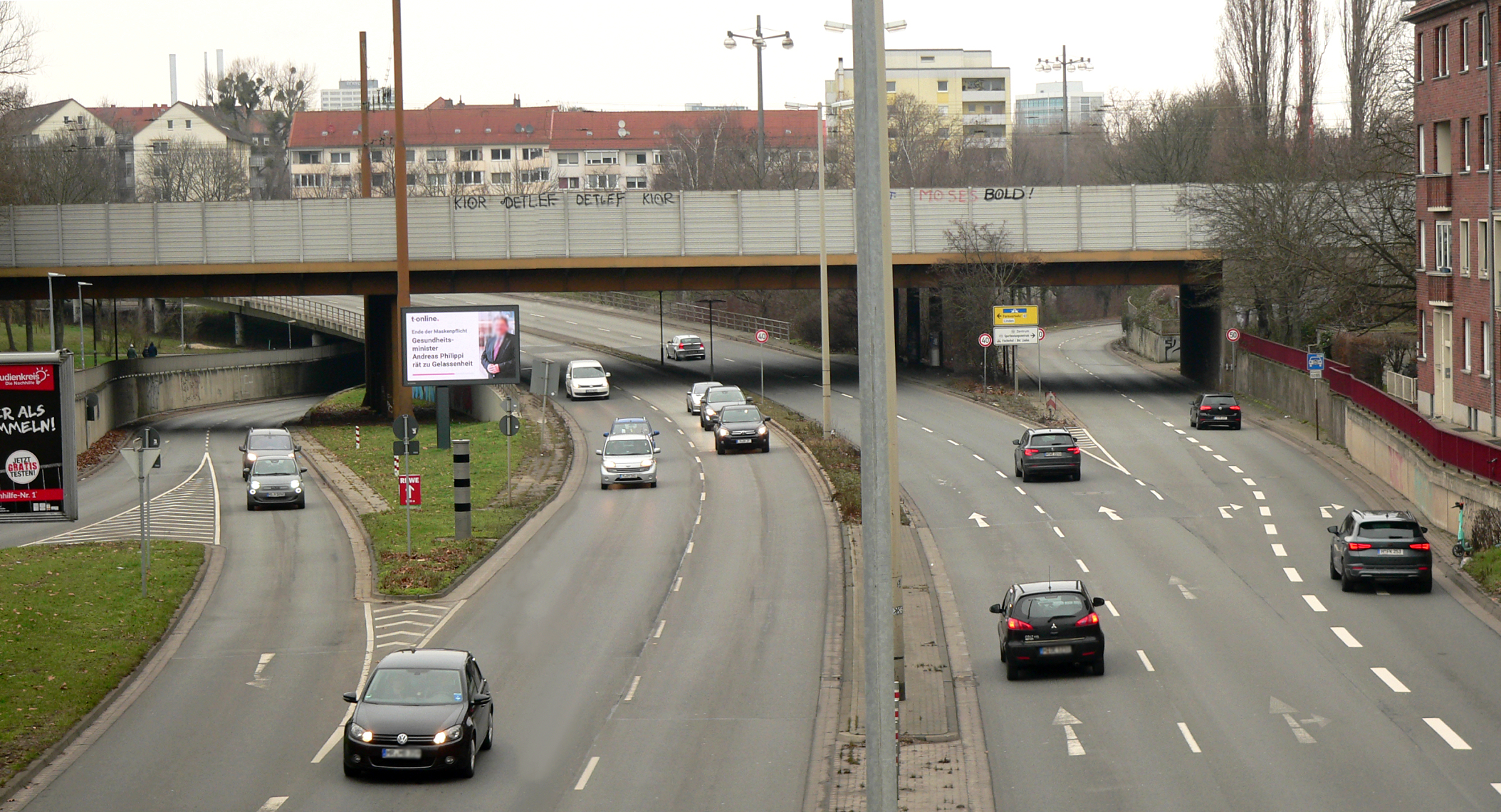
Kaisergabel von Süden (Friedrich-Ebert-Straße) aus gesehen, in der Mitte geht die B 6 in die Göttinger Straße über, links und rechts die Verbindungen von und zur Ritter-Brüning-Straße

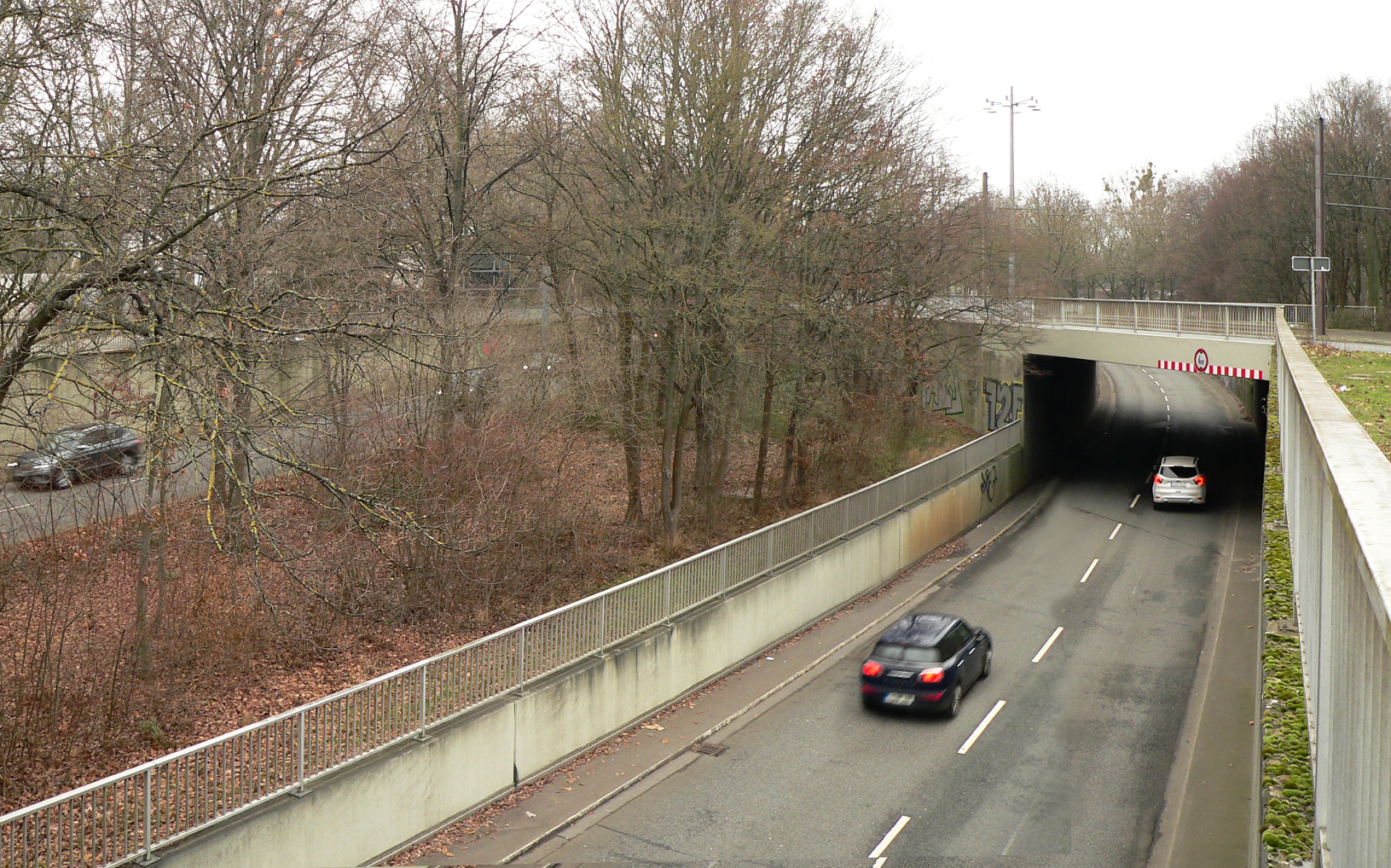
Trogstrecke der Kaisergabel in Richtung Süden

Die Kaisergabel ist ein 1967 geschaffenes Straßenbauwerk in Hannover, das die Straßenzüge Ritter-Brüning-Straße / Ricklinger Stadtweg und Göttinger Straße / Friedrich-Ebert-Straße miteinander verknüpft. Es verbindet die Stadtteile Linden-Süd und Ricklingen.
Göttinger Straße und Friedrich-Ebert-Straße sind Teil der innerstädtisch verlaufenden Bundesstraße 6. Durch sie wird der Westschnellweg über die Frankfurter Allee mit dem Südschnellweg verbunden. Die Ritter-Brüning-Straße geht in den Ricklinger Stadtweg über und verbindet so den Stadtteil Ricklingen mit der Innenstadt.
Die Kaisergabel ermöglicht den aus der Innenstadt von der Ritter-Brüning-Straße kommenden Kraftfahrzeugen den Wechsel zur Friedrich-Ebert-Straße in Fahrtrichtung stadtauswärts und umgekehrt. Es besteht keine Verbindung zwischen Göttinger Straße und Ricklinger Stadtweg und umgekehrt.
Die Ausfädelung ist höhenfrei, zweispurig und nach Schnellstraßenparametern trassiert. Beidseitig ist das Bauwerk so gestaltet, dass die Schnellstraße im Tunnel oder als Einschnitt weitergeführt werden könnte.
Die Kaisergabel war eines der letzten Bauwerke des in den 1950er Jahren von Rudolf Hillebrecht nach den Vorstellungen einer autogerechten Stadt entwickelten Schnellwegnetzes in Hannover. Weder die Untertunnelungspläne noch weitere Baumaßnahmen auf dem Innenstadtring wurden später noch umgesetzt.
Der Name „Kaisergabel“ leitet sich von der in unmittelbarer Nachbarschaft gelegenen Kaiser-Brauerei ab, die 1978 geschlossen wurde. Ihre umgebauten Gebäude wurde bis 2021 durch das Sport- und Fitnesscenter „Kaiser-Center“ nachgenutzt und 2022 abgerissen.